# Wolbromów
Wolbromów (Duits: Klein-Neundorf) is een dorp in het Poolse woiwodschap Neder-Silezië.

## Bestuurlijke indeling
In de periode van 1975 tot aan de grote bestuurlijke herindeling van Polen in 1998 viel het dorp bestuurlijk onder woiwodschap Jelenia Góra, vanaf 1998 valt het onder woiwodschap Neder-Silezië , in het district Lwówecki. Het maakt deel uit van de gemeente Gryfów Śląski en ligt op 9 km ten noorden van Gryfów Śląski, 11 km ten westen van Lwówek Śląski, en 113 km ten westen van de provinciehoofdstad (woiwodschap) Wrocław.

## Demografie
Volgens de volkstelling van 2011 had Wolbromów 132 inwoners,  het is daarmee het kleinste dorp binnen de gemeente Gryfów Śląski.

## Bezienswaardigheden
- Begraafplaats bij de St. Johanneskerk uit de vijftiende tot de negentiende eeuw.
- Paleis van Wolbromów inclusief park.[2]
- Een van de oudste en de grootste Beuken van Polen, met een omtrek van 656 cm en een hoogte van 24,5 meter (in 2013), de geschatte leeftijd is ongeveer 250 jaar, deze beuk staat ongeveer 1 km ten noordoosten van het dorp.